# 가이샤쿠

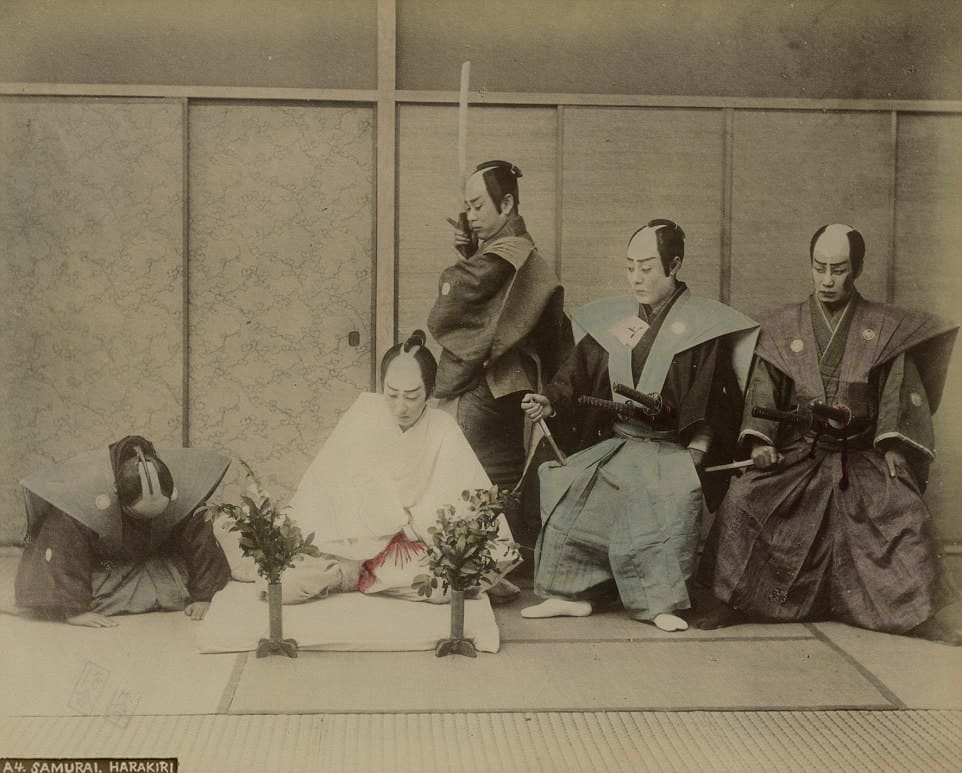
할복하는 무사. 뒤에서 시종이 개착을 위해 대기하고 있다. 1897년 연출 사진.

개착(일본어: 介錯 카이샤쿠[*])은 할복하는 사람을 즉사시켜 고통을 줄여주기 위해 보호자가 할복자의 뒤에서 큰 칼로 목을 치는 행위이다.
복부 절개만 해서는 사람이 즉사하지 않는다. 그래서 할복을 한 뒤 스스로 목이나 심장을 찔러 마무리를 하는 것이 정식 예절이었으나 현실적으로 가능할 리가 없었다. 그래서 할복하는 사람의 부담을 덜고 또 즉사하지 않은 채 추태를 보이지 않도록 뒤에서 목을 베어 할복을 도와주는 사람이 생기게 되었다. 나중에 할복의 의례화가 진행되면서 개착도 목 뼈의 관절을 자르거나, "목의 피부 한 장"만 남겨 벤다거나 하는 여러 기교가 생겨나게 되었다.
검에 미숙한 사람이 개착을 할 경우 잘못 베어서 목이 한 번에 날아가지 않는 일도 비일비재했다. 그래서 몇 번에 걸쳐 목을 치고 칼까지 손상당하는 일이 잦았다. 미시마 유키오 할복 사건 때 개착을 행한 모리타 마사카츠는 두 번이나 목 날리기에 실패했을 뿐 아니라 칼까지 구부러뜨려 버렸다. 결국 미시마는 고통 속에 몸부림치며 할복 현장인 자위대 총감 사무실을 피칠갑으로 더럽히는 민폐를 끼치고 죽었다.
개착은 거합도의 형태로 오늘날에도 전승되고 있다. 개착술을 전수하는 고류 유파로는 무쌍직전영신류, 무쌍신전영신류, 몽상신전류 등이 있다.